# La Fuga en directo
La Fuga en directo es un disco grabado en la Sala Divino Aqualung (Madrid) los días 9 y 10 de diciembre de 2005 por el grupo de rock español La Fuga. En este "recopilatorio", grabado en directo, se incluyen todos los éxitos del grupo cántabro siendo, éste, su sexto álbum.

## Lista de canciones
CD
1. En vela - 4:02
2. Despacito - 2:57
3. Pedazo de morón
4. Majareta - 2:57
5. El manual - 3:50
6. Hasta nunca - 5:32
7. Nunca Mais - 4:10
8. Conversación, habitación - 4:06
9. Las olas - 4:01
10. Balada del despertador - 4:00
11. Buscando en la basura - 3:30
12. Los de siempre - 3:33
13. Baja por diversión - 3:40
14. Sueños de papel
15. Miguel - 3:51
16. Por verte sonreír - 5:40
17. Pa volar - 3:21
18. P'aquí, p'allá - 3:56

DVD
1. En vela
2. Despacito
3. Pedazo de morón
4. Mendigo
5. Majareta
6. El manual
7. Hasta nunca
8. Nunca Mais
9. Conversación, habitación
10. Las olas
11. Balada del despertador
12. Buscando en la basura
13. Los de siempre
14. Baja por diversión
15. Fito y Nando
16. Sueños de papel
17. Miguel
18. Por verte sonreír
19. Amor de contenedor
20. Pa volar
21. Heroína
22. P'aquí, p'allá

- Datos: Q5963457